# Mój drogi wróg
Mój drogi wróg (tytuł oryginalny: I dashur armik) – albańsko-francusko-niemiecki film fabularny z roku 2004 w reżyserii Gjergja Xhuvaniego.

## Opis fabuły
Akcja filmu rozgrywa się we wrześniu 1943 r. po kapitulacji Włoch. W miejsce Włochów na ziemie albańskie wkraczają oddziały Wehrmachtu. Dobroduszny kupiec Harun Bonata ukrywa trzech uciekinierów w swojej piwnicy: partyzanta Qazima, żydowskiego zegarmistrza z Sarajewa Hoakina i włoskiego żołnierza Giulio. Niezależnie od tego robi dobre interesy z niemieckim oficerem Franzem i przyjaźni się z działaczem Balli Kombëtar - Et'hemem, który pracuje jako tłumacz armii niemieckiej. Sytuacja komplikuje się, kiedy obok domu Bonaty zostaje zamordowany porucznik armii niemieckiej.
Film realizowano w Szkodrze i w Elbasanie.

## Obsada
- Ndriçim Xhepa jako Harun Bonata
- Marko Bitraku jako Sami
- Helidon Fino jako Qazim
- Birçe Hasko jako Hoakin
- David Elmasllari jako David
- Niko Kanxheri jako ksiądz
- Peter Lohmeyer jako Franz
- Nina Petri jako Gerta
- Agim Qirjaqi jako Ethem
- Rinaldo Rocco jako Giulio
- Lefter Simoni jako Vasjan
- Anila Varfi jako Ilja
- Margarita Xhepa jako Babka
- Luiza Xhuvani jako Vefi
- Suela Bako jako zakonnica